# بخش اوستروفسکی، استان پسکوف
بخش اوستروفسکی (به لاتین: Ostrovsky District) یک منطقهٔ مسکونی در روسیه است که در استان پسکوف واقع شده‌است.